# Стрижак, Любовь
Любовь Стрижак (род. 1985) — российский драматург, автор текстов.

## Биография
Любовь Стрижак, российский драматург.
Родилась 29 марта 1985 в городе Ленинграде .
В 2007 году закончила Санкт-Петербургскую Государственную Академию Театрального искусства. В 2010 написала первую пьесу и сразу попала в конкурс на Фестиваль молодой драматургии «Любимовка» в Москве. Осенью 2010 года участвовала в проекте-копродукции Театр.doc (Москва) и Театр-фестиваль «Балтийский дом» (Санкт-Петербург). Летом 2011 участвовала в семинаре для молодых писателей «Ищу героя», результатом которого стала пьеса «Кеды», на тему «ненайденного поколения». Специально для «Любимовка 2011» была написана пьеса «Когда солнце сядет (Марина)».
Свои пьесы Стрижак часто создает в тесном сотворчестве с режиссерами, участвуя в многочисленных лабораториях и семинарах (среди них — лаборатория «ТПАМ — Театральное пространство Андрея Могучего», направленная на совместное создание спектаклей молодыми режиссерами, драматургами и художниками). Также Стрижак — один из авторов ко-продукции Театра-фестиваля «Балтийский дом» и «Этюд-театра», документального спектакля «АДИН» (Санкт-Петербург). В Гоголь-центре работала над текстом первой части спектакля-открытия театра «00:00», а также спектаклем «Страх».

## Спектакли
- 2019 «КеDы» (реж. А.Лебедев),Ульяновский Молодёжный театр
- 2017 «Море деревьев» (реж. Ф.Авдеев), Гоголь-центр
- 2017 «Кеды», (реж. В.Панков). Центр драматургии и режиссуры
- 2013 «Кеды», (реж. Р.Маликов), театр Практика
- 2013 «Кеды», Кемеровский областной театр драмы им. А.В. Луначарского
- 2013 «Кеды», (реж. И.Орлов), Красноярский театр юного зрителя
- 2013 «Страх»/«Без страха» по фильму Райнера Вернера Фассбиндера «Страх съедает душу» (реж. В.Наставшев, Латвия), Гоголь-центр
- 2013 «Марина», (реж. Женя Беркович), Гоголь-центр
- 2013 ”Песни о силе" (на основе пьесы "Друг мой, Колька!" А.Хмелика) реж.Е.Новикова (Театр имени Пушкина)

## Интервью и статьи
- Драматург Люба Стрижак «Я пишу про «здесь и сейчас» (Андрей Пронин)

- Любовь Стрижак: театр может быть бомбой

- Борис Минаев “Удобные кеды”